# 프레드 윌리암슨

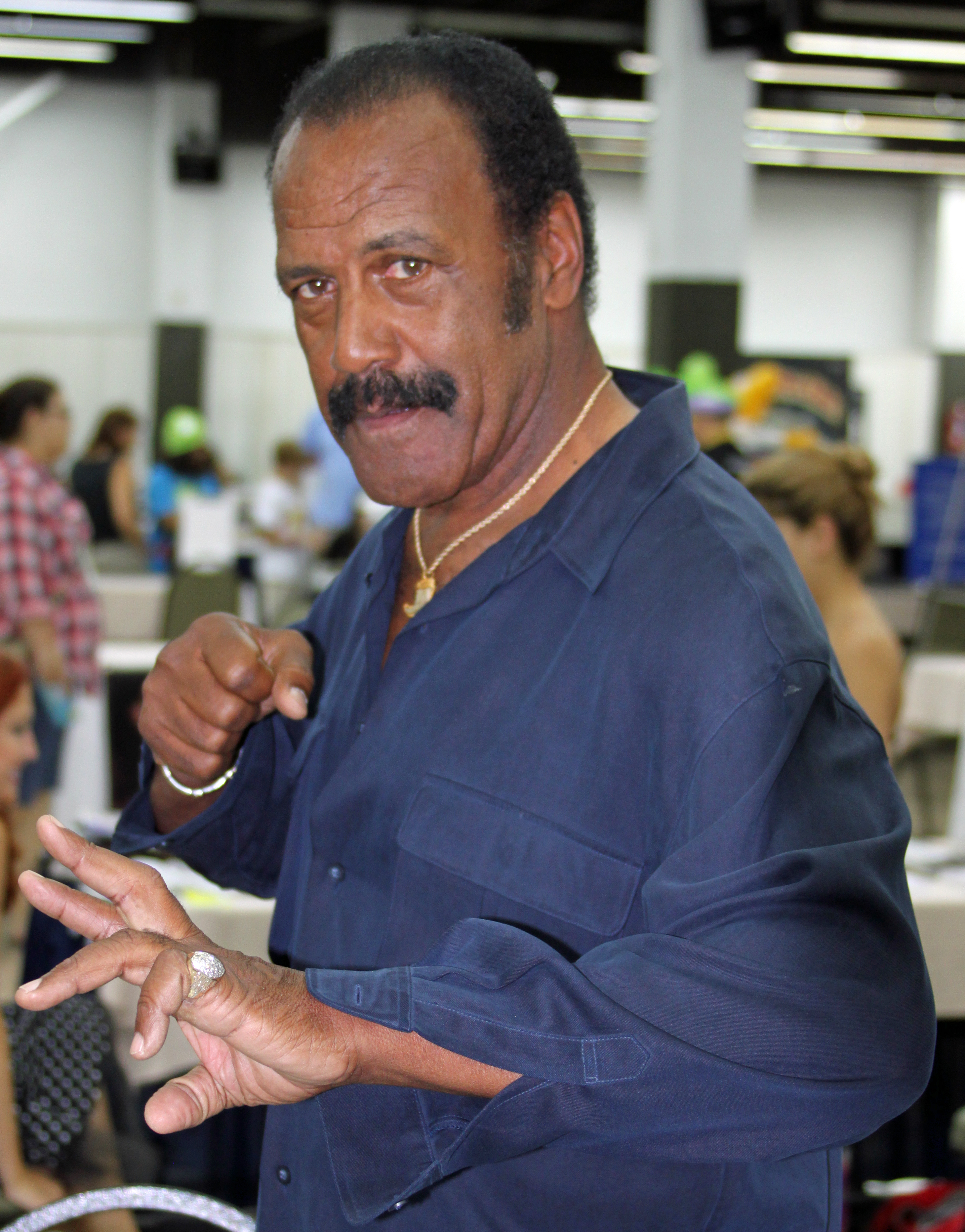

프레드 윌리엄슨(Fred Williamson, 1938년 3월 5일 ~ )는 미국의 배우, 영화 감독, 각본가, 영화 제작자이다.
게리에서 태어났다.

## 영화
- 체크 포인트 (2017년)
- 빅토리 바이 서브미션 (2016년)
- 스티키 핑거스: 더 무비! (2015년)
- 안나 루카스타 (2014년)
- 라스트 온스 오브 커리지 (2012년) - 워렌 햄머슈미트 역
- 좀비 아포칼립스: 리뎀션 (2011년)
- Shoot the Hero! (2010)
- 아메리칸 그라인드하우스 (2010년)
- 리뱀프드 (2007년) - 마이클스 역
- 렉시 (2004년)
- 스타스키와 허치 (2004년) - 도비 반장 역
- 베가스 뱀파이어스 (2003년)
- 짐 브라운 (2002년) - 본인 역
- 데들리 랩소디 (2001년)
- 레이지 위딘 (2001년)
- 써머지드 (2000년)
- 인디펜던트 (2000년)
- 백 슬라이더 (1999년)
- 라이드 (1998년)
- 일리언 5 (1998년)
- 블랙잭 (1998년)
- 파이어 트랙 (1997년)
- 나이트 비젼 (1997년)
- 황혼에서 새벽까지 (1996년) - 프로스트 역
- 버닝 시티 (1996년)
- 싸일런트 헌터 (1994년)
- 위와 아래 (1993년)
- 밤의 추적자 (1993년)
- 3일간의 전쟁 (1992년)
- 스틸스 로우 (1991년)
- 최후의 특명 (1990년)
- 블랙 코브라 3 (1990년)
- 형사 소다 크랙커 (1989년)
- 죽음의 음모 (1988년)
- 뉴 글레디에이터스 (1984년) - 압둘 역
- 비질랜티 (1983년) - 닉 역
- 브롱크스의 전사들 (1982년)
- 피스트 오브 피어, 터치 오브 데스 (1980년)
- 달리는 욕망 (1978년)
- 조슈아 (1976년)
- 반항아 죠니 (1976년)
- 벅타운 (1975년)
- 보스 (1974년)
- 크레이지 조 (1974년) - 윌리 역
- 쓰리 더 하드 웨이 (1974년)
- 블랙 아이 (1974년) - 스톤 역
- 흑인 시저 (1973년)
- 텔 미 댓 유 러브 미, 주니 문 (1970년)
- 매시 (1970년)